# 穹窿
穹窿（英文：Fornix），是起自海马体内侧的連合纤维 （页面存档备份，存于）（白质），弓形向后上至胼胝体下方，在中线两侧合成穹窿体，再向前分开形成两侧的穹窿柱，分别止于乳头体。

## 临床应用
穹窿破坏术是颞叶癫痫手术治疗中的一种，靶点位置应该选择在AC点上方穹窿弯曲处，损坏直径为5cm。破坏目的是离断了颞叶的联系，阻断了颞叶癫痫的放电扩散。通过临床实践，一般认为立体定向多靶点破坏疗效高于单一靶点破坏的疗效。也有单一破坏穹窿外再加上杏仁核的联合破坏。